# 28689 Rohrback
28689 Rohrback è un asteroide della fascia principale. Scoperto nel 2000, presenta un'orbita caratterizzata da un semiasse maggiore pari a 2,7742634 UA e da un'eccentricità di 0,1087025, inclinata di 3,73822° rispetto all'eclittica.